# Organización Ardila Lülle
La Organización Ardila Lülle (conocidas por sus iniciales como OAL) es un grupo empresarial colombiano. Es dueña de 80 empresas, entre ellas los ingenios Incauca, Providencia y Risaralda, el equipo de fútbol Atlético Nacional, la cadena de televisión Canal RCN, la cadena de radio RCN Radio, los canales deportivos Win Sports y Win+ Fútbol y el diario La República.

## Historia
Fue fundada en 1951 por el empresario e industrial colombiano Carlos Ardila Lülle.

## Empresas
Tiene empresas en los sectores de bebidas, ingenios azucareros, comunicaciones, empaques, agroindustriales, seguros, deportes y automotores. Tiene 40 000 trabajadores en Colombia.

## Polémicas
La Organización Ardila Lülle ha sido una de las grandes opositoras de la llamada "Ley de Comida Chatarra" sobre productos ultra procesados con alto contenido de azúcares, sodio o grasas. En 2016, cuando avanzaba en el Congreso de la República un proyecto de ley que buscaba regular el consumo de gaseosas, el grupo usó su poder de cabildeo y su capacidad de injerencia mediática para evitar que se les impusiera a esas bebidas ultra procesadas un impuesto del 25%. A través de Postobón, RCN Radio, RCN Televisión y de los aliados como la Asociación Nacional de Empresarios de Colombia, la Organización Ardila Lülle promovió la idea de que este impuesto reduciría los trabajos y que afectaría a los pequeños tenderos.

## Donaciones
Aunque la Organización Ardila Lülle es de los pocos grupos empresariales del país que no tienen su propia fundación, apoya programas sociales especialmente en el área de la salud. La organización donó los equipos de oncología de la Fundación Santa Fe en Bogotá y da apoyo financiero a la Fundación Valle de Lili en Cali. Su aporte más importante a la salud fue la construcción y dotación con equipos de última tecnología de la Fundación Oftalmológica de Santander - Centro Médico Carlos Ardila Lülle en Floridablanca, siendo uno de los más importantes centros de atención médica de Santander. También donó el Domo de Maloka y contribuyó en la ampliación y mejoramiento del Estadio Álvaro Gómez Hurtado de Floridablanca. Incluso, se ha hablado entre la clase gremial de Santander para cambiar el nombre del escenario deportivo por el de Carlos Ardila Lülle, en homenaje al propietario del Grupo.